# Opatství Sept Fons
Opatství Sept Fons se nachází v obci Diou v departementu Allier ve střední Francii. V současnosti zde žije asi 70 trapistických mnichů.

## Historie
Klášter byl založen v roce 1132 z mateřského kláštera Fontenay původně jako cisterciácká fundace Guichardem a Vilémem z Bourbonu. Mnišská komunita zůstávala malá; až do reformy v roce 1663 počet mnichů nepřekročil 15. Od poloviny 15. století klášter silně trpěl neustálými válečnými konflikty. Mniši byli opakovaně nuceni odejít, budovy byly vypleněny a pobořeny.

### Trapistická reforma
V roce 1656 se opatem stal tehdy dvacetiletý Eustach z Beaufortu. Rozhodl se připojit klášter k reformované větvi cisterciáckého řádu, tedy k Řádu cisterciáků přísné observance, tj. trapistům. Do kláštera se pak hlásila řada nových zájemců. Noviciát byli posláni vykonat do opatství La Trappe. Dnešní podoba opatství vznikla za pomoci krále jeho přestavbou před Velkou francouzskou revolucí, tedy krátce před rokem 1789. Dařilo se mu až do roku 1791, kdy bylo jeho fungování v revolučních letech potlačeno.
V roce 1845 koupil poničený klášter Dom Stanislaus, opat trapistů z kláštera Gard, odkud tehdy museli odejít. Přestavěl kostel a obnovil fungování kláštera. Mateřským klášterem Sept Fons je dnes klášter Cîteaux, a to kvůli zániku řeholního života ve Fontenay a Clairvaux.

### Seznam opatů kláštera
- 1150-1158 : Richard
- 1158-1164 : Étienne I.
- 1164-11?? : Azelin
- 11??-1219 : Guillaume I.
- 1219-1224 : Pierre I.
- 1224-12?? : Pons I.
- 12??-12?? : Guillaume II.
- 12??-1243 : Jean I.
- 1243-1264 : Garin
- 1264-1278 : Pons II.
- 1278-1289 : Hugues I.
- 1289-1313 : Guy
- 1313-1325 : Aymon
- 1325-1340 : Renaud
- 1340-1345 : Guillaume III.
- 1345-1376 : Jean II.
- 1376-1399 : Hérard des Vaux
- 1399-1404 : Jean III. Pelletier
- 1404-1407 : Jacques Bouet
- 1407-1418 : Durand
- 1419-1424 : Louis Le Long
- 1424-1438 : Hugues II. Motard
- 1438-1463 : Pierre II. Le Long
- 1463-1493 : Guillaume IV. Le Roy de Chagny
- 1493-1524 : Jean IV. de Ramilly
- 1524-1537 : Nicolas I. de Ramilly
- 1537-1566 : Nicolas II. de Sommery
- 1566-1585 : Charles d’Ailliboust
- 1585-1593 : Étienne II. Polette
- 1593-1602 : Pierre III. Voisin
- 1602-1629 : Claude de Bonay de Vomas
- 1629-1655 : Pierre IV. Bouchu
- 1655-1656 : Vincent I. de Beauffort de Mondicourt
- 1656-1709 : Eustache de Beauffort de Mondicourt
- 1709-1710 : Joseph I. Madeleine de Forbin d’Oppède
- 1710-1720 : Joseph II. d’Hergenvilliers
- 1720-1740 : Zosime de Murel
- 1740-1755 : Vincent II. Sibert
- 1755-1757 : Joseph III. Alpheran
- 1757-1778 : Dorothée Jalloutz
- 1778-1791 : Bernard-François-Augustin de Sallmard de Montfort
- 1791-1835 : Klášter zrušen, následně obnoven jako trapistický:
- 1835-1865 : Stanislas Lapierre
- 1865-1882 : Jean V. de Durat
- 1882-1887 : Jérôme Guénat
- 1887-1899 : Sébastien-Henri Wyart
- 1899-1935 : Jean-Baptiste Chautard
- 1935-1949 : Marie Godefroy
- 1949-1965 : François Régis Jammes
- 1965-1969 : Irénée Henriot
- 1969-1980 : Dominique du Ligondès
- 1980-2022 : Patrick Olive
- od 2024 : Thomas Getti

## Češi v Sept Fons
Po roce 1991 odjela do Sept Fons řada českých kněží, roky či měsíce života zde strávil např. Karel Satoria a Marek Orko Vácha. V roce 2002 byl ze Sept Fons založen klášter Nový Dvůr v západních Čechách.